# Le Manuscrit du prince
Pour plus de détails, voir Fiche technique et Distribution.
Le Manuscrit du prince (Il manoscritto del principe) est un film dramatique italien réalisé en 2000 par Roberto Andò. Il met en scène  le romancier Giuseppe Tomasi di Lampedusa (interprété par Michel Bouquet) et son épouse Alexandra von Wolff-Stomersee (interprétée par Jeanne Moreau) pendant que se déroule l'écriture du Guépard.
Le film a obtenu le Ruban d'argent de la meilleure production.

## Fiche technique
- Titre : Le Manuscrit du prince
- Titre original : Il manoscritto del principe
- Réalisation : Roberto Andò
- Scénario : Roberto Andò et Salvatore Marcarelli
- Musique : Marco Betta
- Photographie : Enrico Lucidi
- Montage : Massimo Quaglia
- Production : Francesco Tornatore et Giuseppe Tornatore
- Société de production : Sciarlò et Rai
- Pays :  Italie
- Genre : Biopic
- Durée : 106 minutes
- Dates de sortie : 
  -  Italie : 31 mars 2000

## Distribution
- Michel Bouquet : Giuseppe Tomasi di Lampedusa
- Jeanne Moreau : Alexandra von Wolff-Stomersee
- Paolo Briguglia :  Marco Pace jeune
- Giorgio Lupano :  Guido Lanza
- Leopoldo Trieste : Lucio Piccolo
- Laurent Terzieff : Marco Pace âgé
- Sabrina Colle :  Anna Radice
- Lucio Allocca :  Bebbuccio
- Veronica Lazar : Lilja Iljascenko